# مونتيتشيللو دي ألبا
مونتيتشيللو دي ألبا هي بلدية (كوميون) في مقاطعة كونيو في منطقة بيدمونت الإيطالية، وتقع على الضفة اليسرى لنهر تانارو، على بعد حوالي 45 كيلومتر (28 ميل) جنوب شرق تورينو وحوالي 50 كيلومتر (31 ميل) شمال شرق كونيو.
وهي موطن واحدة من أفضل القلاع المحفوظة في بيدمونت.

## المدن التوأم - المدن الشقيقة
مونتيتشيللو دي ألبا مدينة توأم مع:
- ساستر (سانتا في)، الأرجنتين (1988)